# سد شعبة الآخرة
سد شعبة الآخرة أو سد خراطة هو سد مائي من الخرسانة بطول 2 كـم (1 ميل) يقع في مضائق شعبة الآخرة ما بين بلدية خراطة وبلدية تاسكريوت قرب أخدود خراطة [الفرنسية] على وادي أقريون في دائرة خراطة بولاية بجاية في الجزائر. شيد ما بين 24 أوت 1940م و26 فيفري 1945م، ويستعمل أساسا في توفير ماء الشرب وماء الري.

## الوصف
كانت بداية أشغال سد شعبة الآخرة بتاريخ 24 أوت 1940م من طرف الاحتلال الفرنسي للجزائر لتدوم خمس سنوات حتى بداية الخدمة بتاريخ 26 فيفري 1945م.
ويبلغ حجم المياه الممكن تخزينها في «سد شعبة الآخرة» قبل التوحل قيمة 288,000 م3 (376,690 ياردة3).

## فوائد السد
تتمثل فائدة سد شعبة الآخرة، بالإضافة إلى توفير مياه الشرب والري، في تنظيم سريان مياه وادي أقريون القادمة من سد إيغيل أمدة قصد تشغيل محطة توليد الكهرباء بواسطة الطاقة الكهرمائية في بلدية درقينة.
كما يُعتبر ذا أهمية كبيرة فيما يخص اقتصاد الجزائر وولاية بجاية وما حولها من ولايات الجزائر.
وقد بلغ حجم المياه المخزنة في السد خلال سنة 2006م ما مقداره 180,000 م3 (235,431 ياردة3) أي ما يمثل 62,50 % من حجم التخزين الأقصى.
ويسمح هذا السد بضبط تدفق المجرى المائي [الفرنسية] في وادي أقريون أثناء تشبع المجرى المائي [الفرنسية]، بالإضافة إلى الفائدة البيئية المترتبة عن وجود هذا المسطح المائي المساعد على تكاثر وتطور التنوع الحيوي.

## محطة كهرباء درقينة
يقوم سد شعبة الآخرة بتنظيم سريان مياه سد إيغيل أمدة الموجهة لتشغيل محطة توليد الكهرباء بواسطة الطاقة الكهرمائية في بلدية درقينة، مدعومة بمياه سد إغزر أوفتيس الواقع في قرية إغزر أوفتيس.
وكانت هذه المحطة الكهربائية تغطي حوالي 40 % من احتياجات الطاقة الكهربائية في الجزائر إلى غاية عقد 1970م.
وقد لعبت محطة كهرباء درقينة دورا هاما بواسطة سد شعبة الآخرة وسد إيغيل أمدة وسد إغزر أوفتيس في تزويد الجزائر بالكهرباء أثناء انقطاع الطاقة الشامل الذي حدث في 3 فيفري 2003م.

## المستجمع المائي
تبلغ مساحة المستجمع المائي الذي يمون «سد شعبة الآخرة» ما قيمته 663 كـم2 (256 ميل2).
كما أن الارتفاع المتوسط لهذه المنطقة الرطبة هو 750 م (0.466 ميل).
ويصل قياس هطول المطر [الفرنسية] المتوسط في هذا المستجمع المائي ما قيمته 790 مـم (31 بوصة).
ويصل تدفق المجرى المائي [الفرنسية] المتوسط في وادي أقريون وهذا المستجمع المائي ما قيمته 5.8 م3/ث (7.6 ياردة3/ث).
أما بالنسبة لمعامل كروب [الإنجليزية] فيصل إلى قيمة متوسطة تتراوح بين 150 و300.

## التوحل
لا يعاني «سد شعبة الآخرة» من مشكل تجمع الوحل في قاعه بسبب كون إنشائه في 1945م قد زوده بأجهزة خاصة لتفادي توحله ونقص حجم تخزين المياه فيه.
وهذه الأجهزة هي بطاريات صمامات وصمامات صغيرة مثبتة مباشرة في أسفل السد.

## جدار السد
يبلغ ارتفاع جدار السد في «سد شعبة الآخرة» ما مقداره 30 م (0.019 ميل).
كما يبلغ عرض هذا الجدار قيمة 106 م (0.066 ميل)، وذلك تبعا لتصميم المهندسين قبل إنجاز السد من أجل تفادي تشقق وانهيار المنشأة في حال حدوث زلازل بحكم وقوع بلدية خراطة في منطقة خطر زلزالي [الفرنسية].

## الموقع
يقع «سد شعبة الآخرة» على مجرى وادي أقريون في ولاية بجاية على بعد 5 كلم إلى الشمال من سد إيغيل أمدة، وعلى بعد 51 كلم إلى الجنوب الغربي من ميناء بجاية، وعلى بعد 26 كلم إلى الغرب من وادي أماسين وعلى بعد 11 كلم إلى الجنوب الشرقي من وادي الصومام.
ويقع «سد شعبة الآخرة» على بعد 49 كلم إلى الجنوب الغربي من مدينة بجاية، ويطل على وادي الصومام.
ويوجد هذا السد قرب مرتفعات منطقة القبائل.

## التنزه والترفيه
يقصد سكان بلدية خراطة وبلدية تاسكريوت ضفاف «سد شعبة الآخرة» من أجل السباحة والتنزه والاستجمام.
كما يقصد سكان البلديات والولايات المجاورة هذا المكان من أجل السباحة والغطس والإبحار في القوارب.
كما يتم تناول الطعام في الهواء الطلق تحت ظل أشجار الزيتون، والمشي على الأقدام على طول ضفاف السد.

## صيدالأسماك
تمت تهيئة أماكن في ضفاف «سد شعبة الآخرة» من أجل السماح بتطوير مهنة الصيد الهاوي لأسماك المياه العذبة.
فالاستغلال الاقتصادي الناجع لهذه المنشأة اقتضى دعم تربية الأسماك في مياه السد كالشبوط الشائع والوراطة.

## مخاطر السد
يمثل «سد شعبة الآخرة»، مع سد تيشي حاف وسد إغزر أوفتيس وسد إيغيل أمدة، مصدر خطر على المواطنين الذين يقصدونه للاستجمام والتنزه والسباحة والإبحار بالقوارب.
ذلك أن نقص مراكز الحماية المدنية الجزائرية على مستوى هذه السدود لمراقبة المواطنين وحراسة المنشآت يجعل هذه المواقع مصدر خطر على المتنزهين والسباحين.

## مكتبة الصور

موقع بلدية خراطة
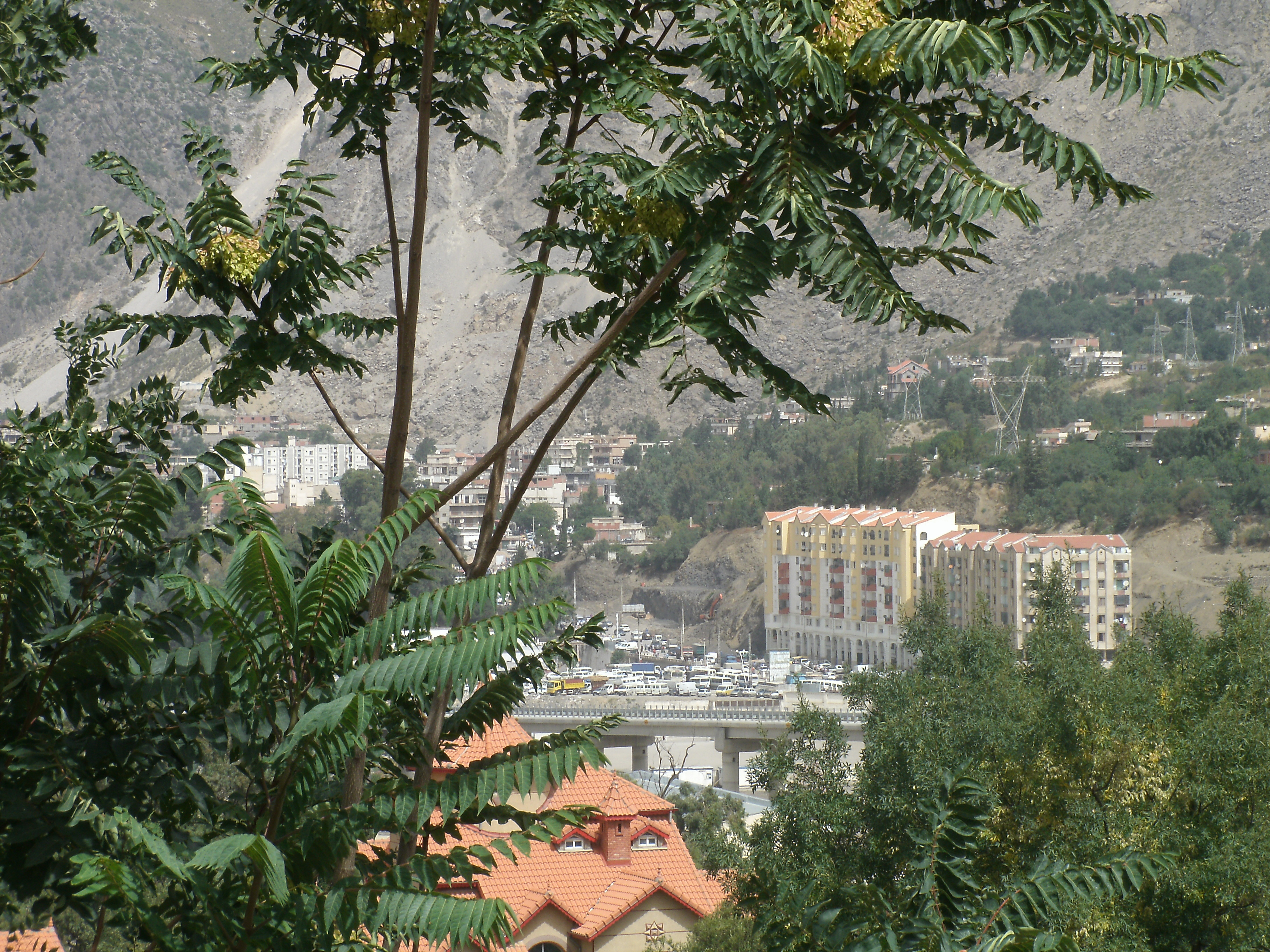
بلدية خراطة
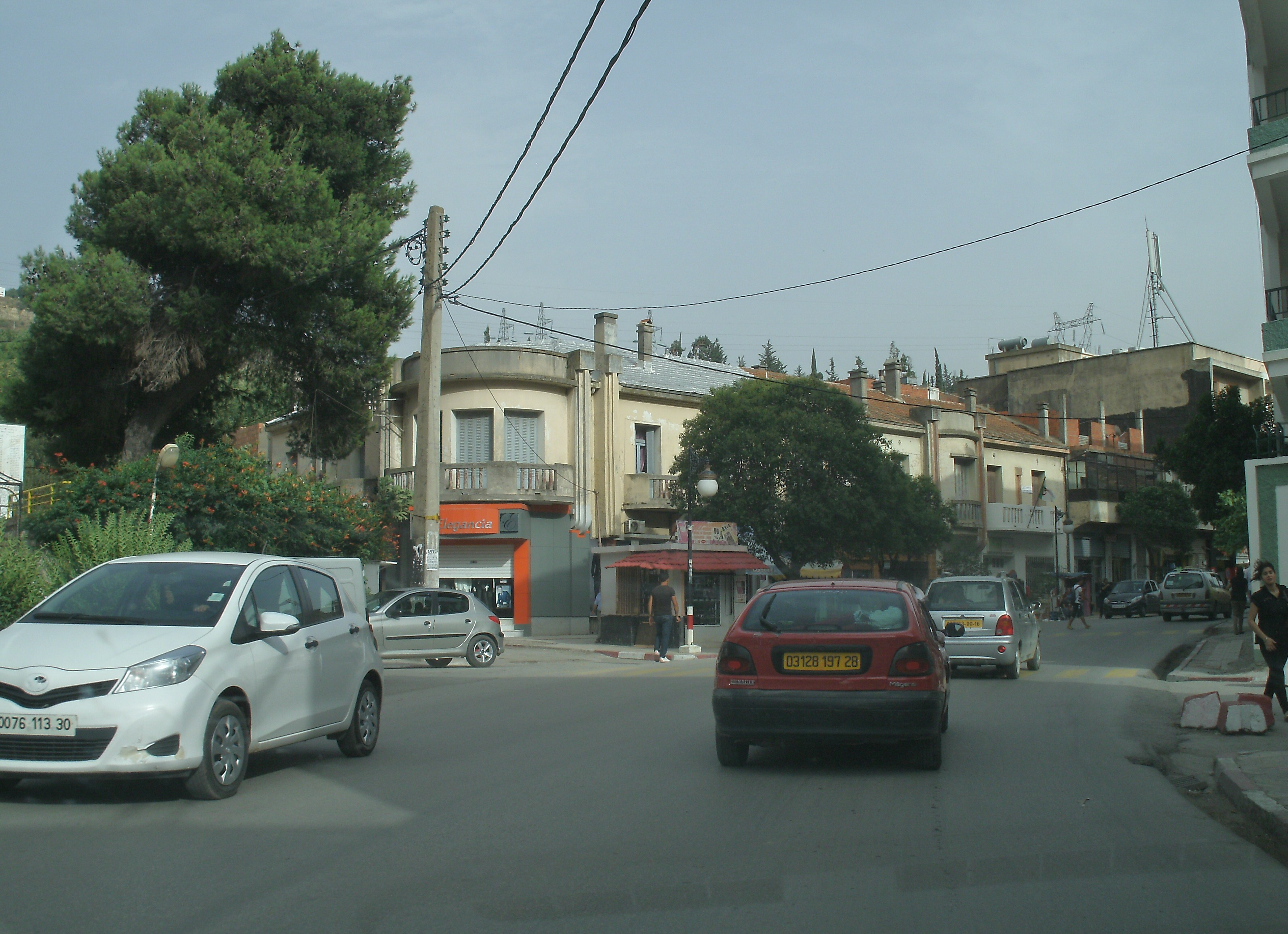
مدينة خراطة
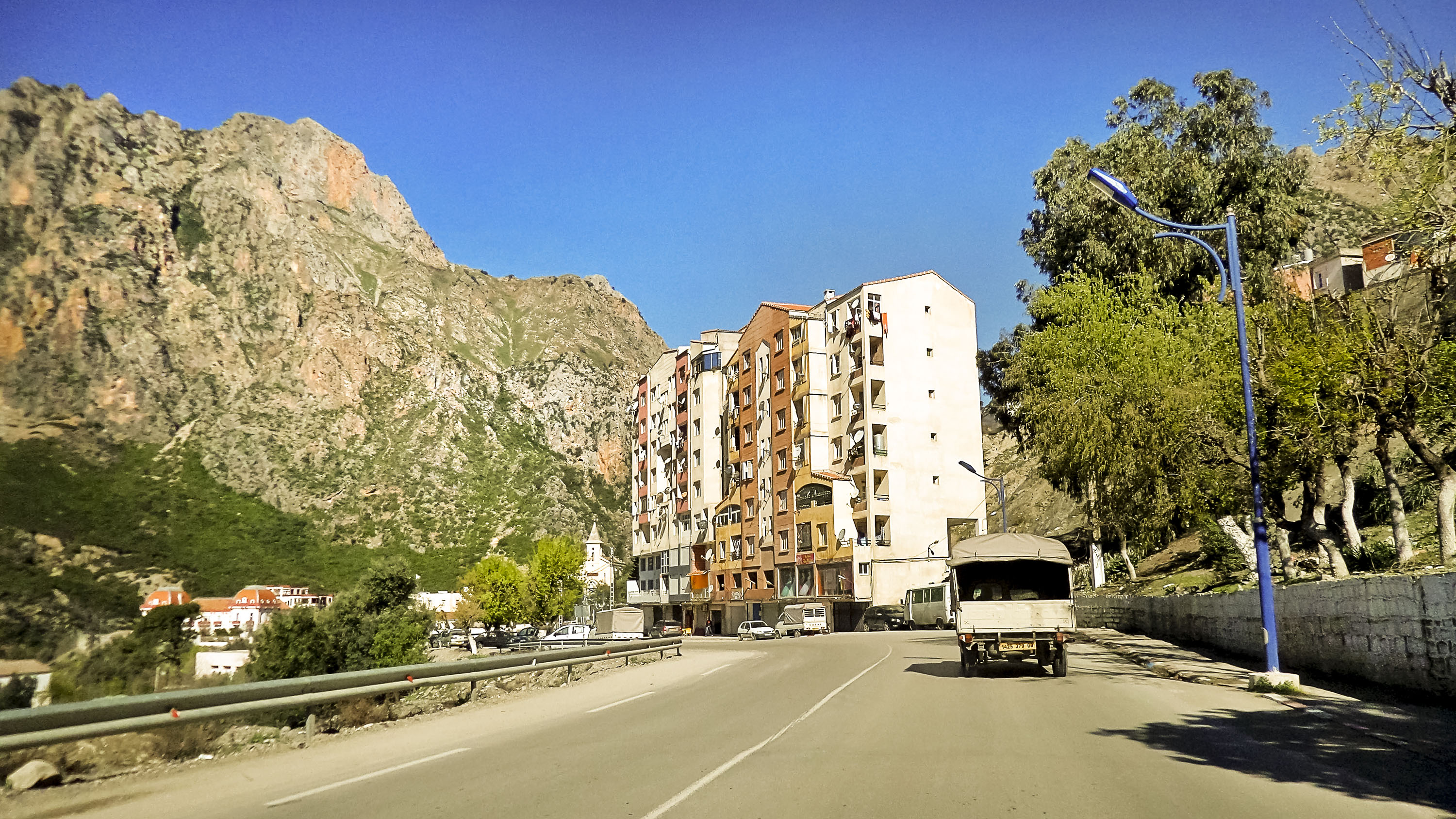
مدينة خراطة
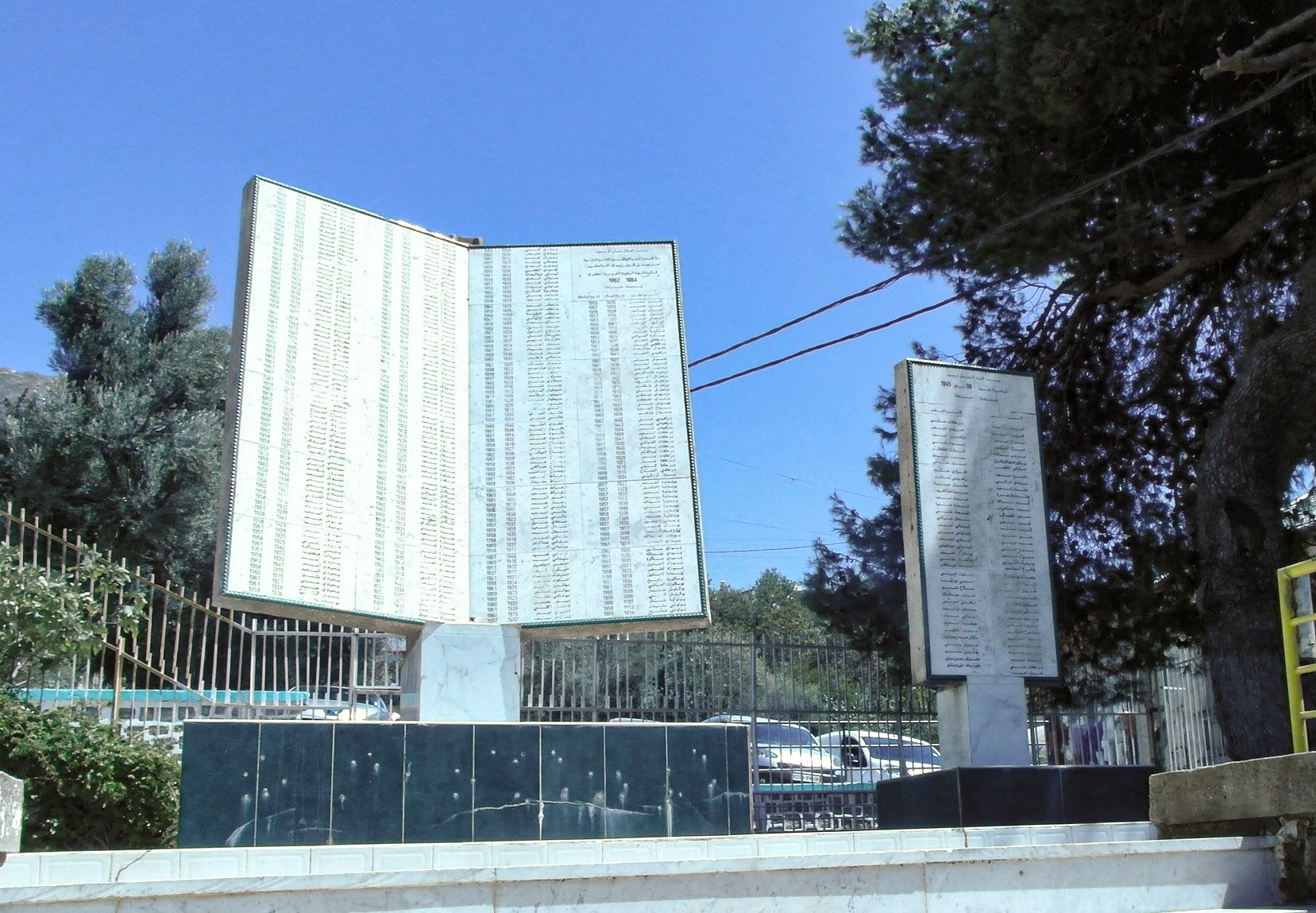
مدينة خراطة
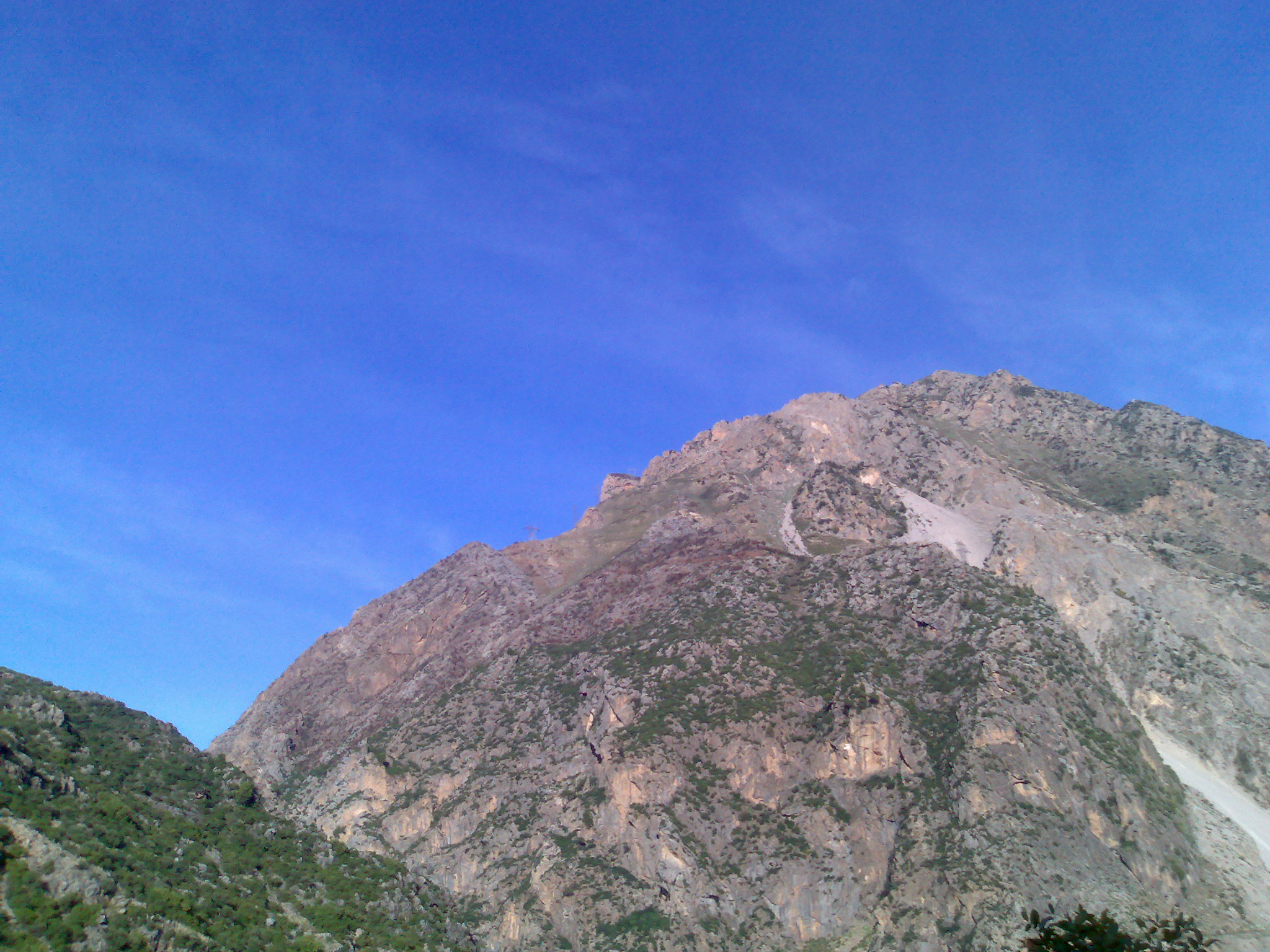
جبل خراطة
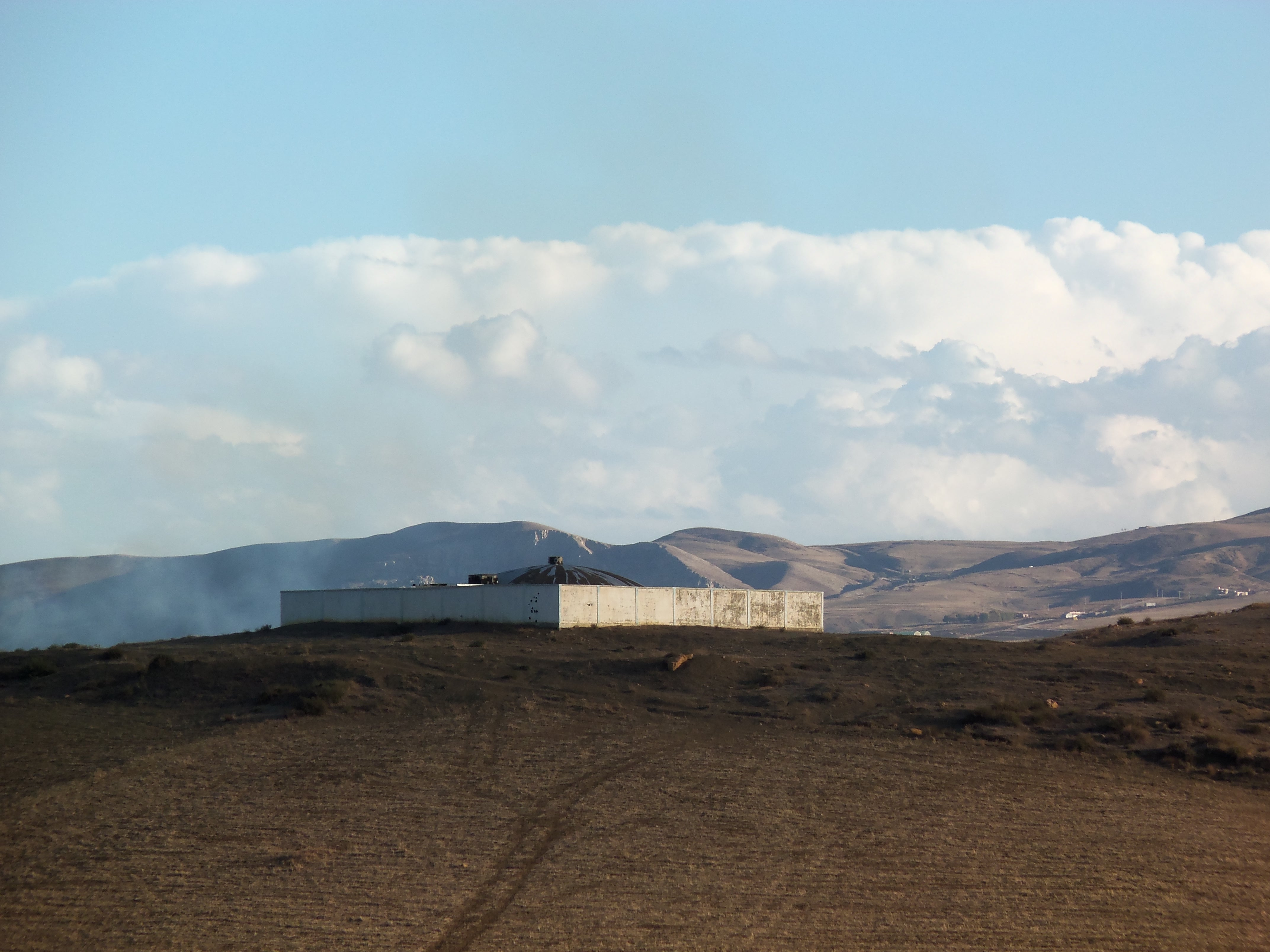
منطقة خراطة
موقع بلدية تاسكريوت
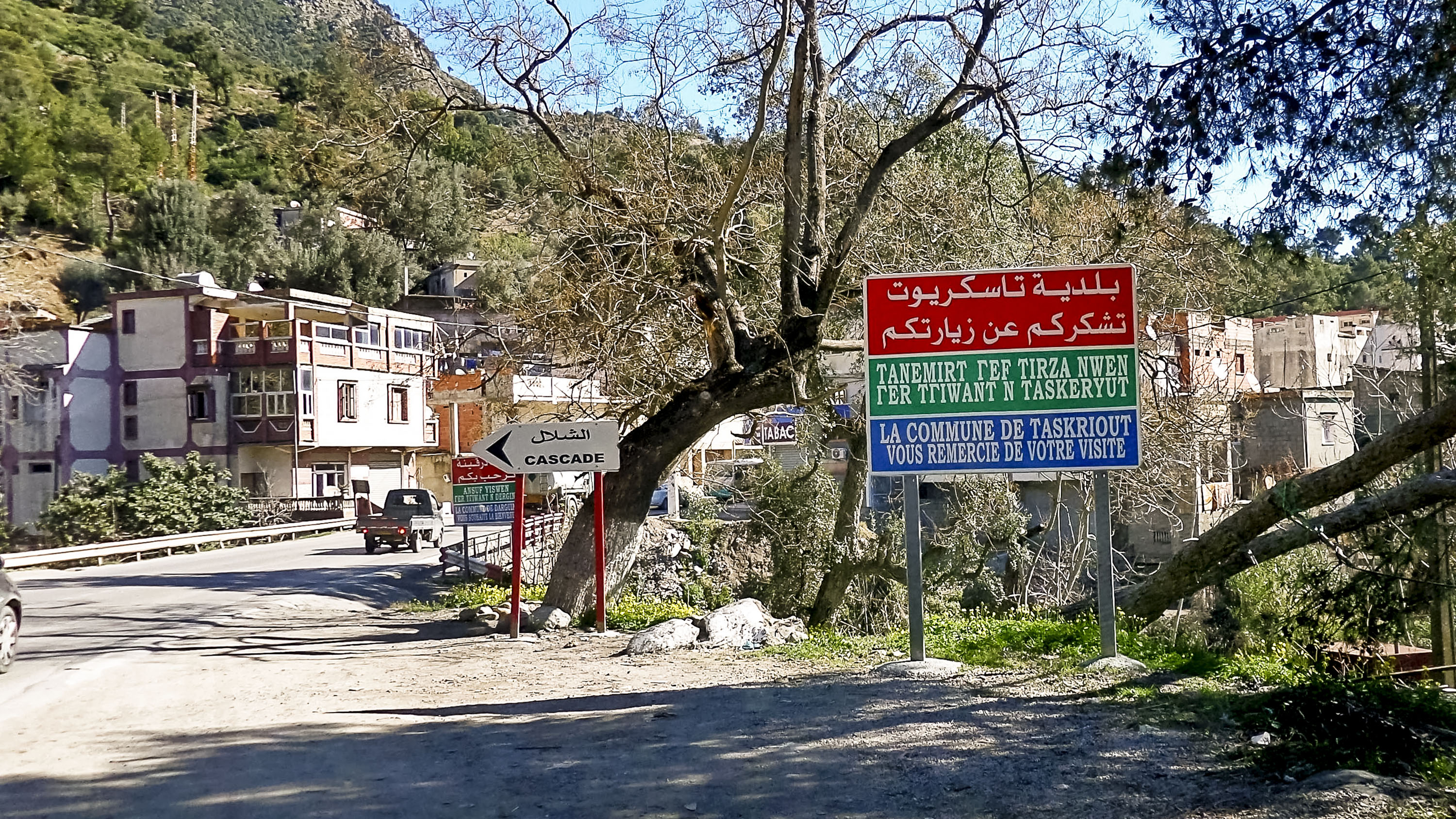
بلدية تاسكريوت
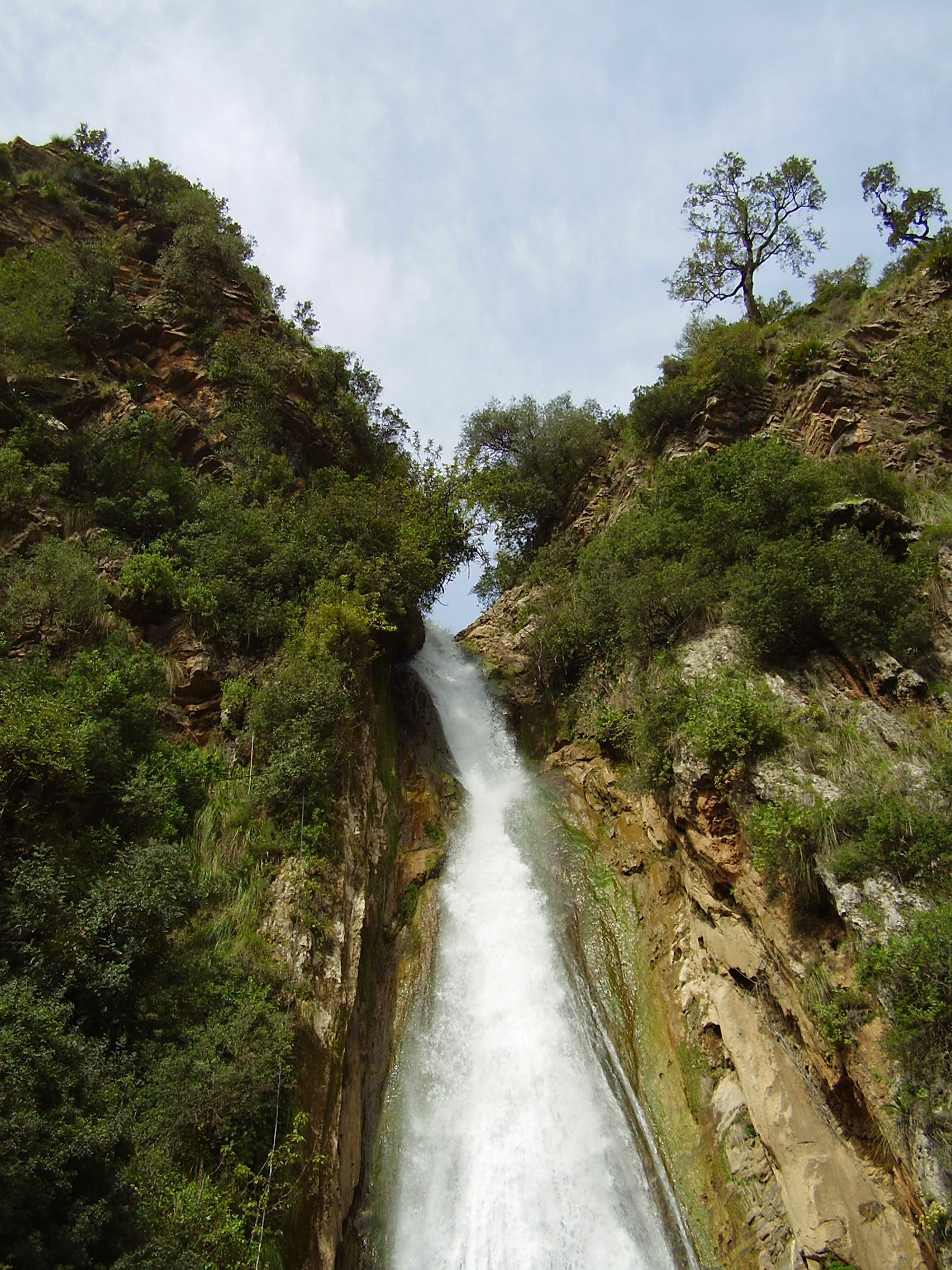
شلال كفريدة في بلدية تاسكريوت
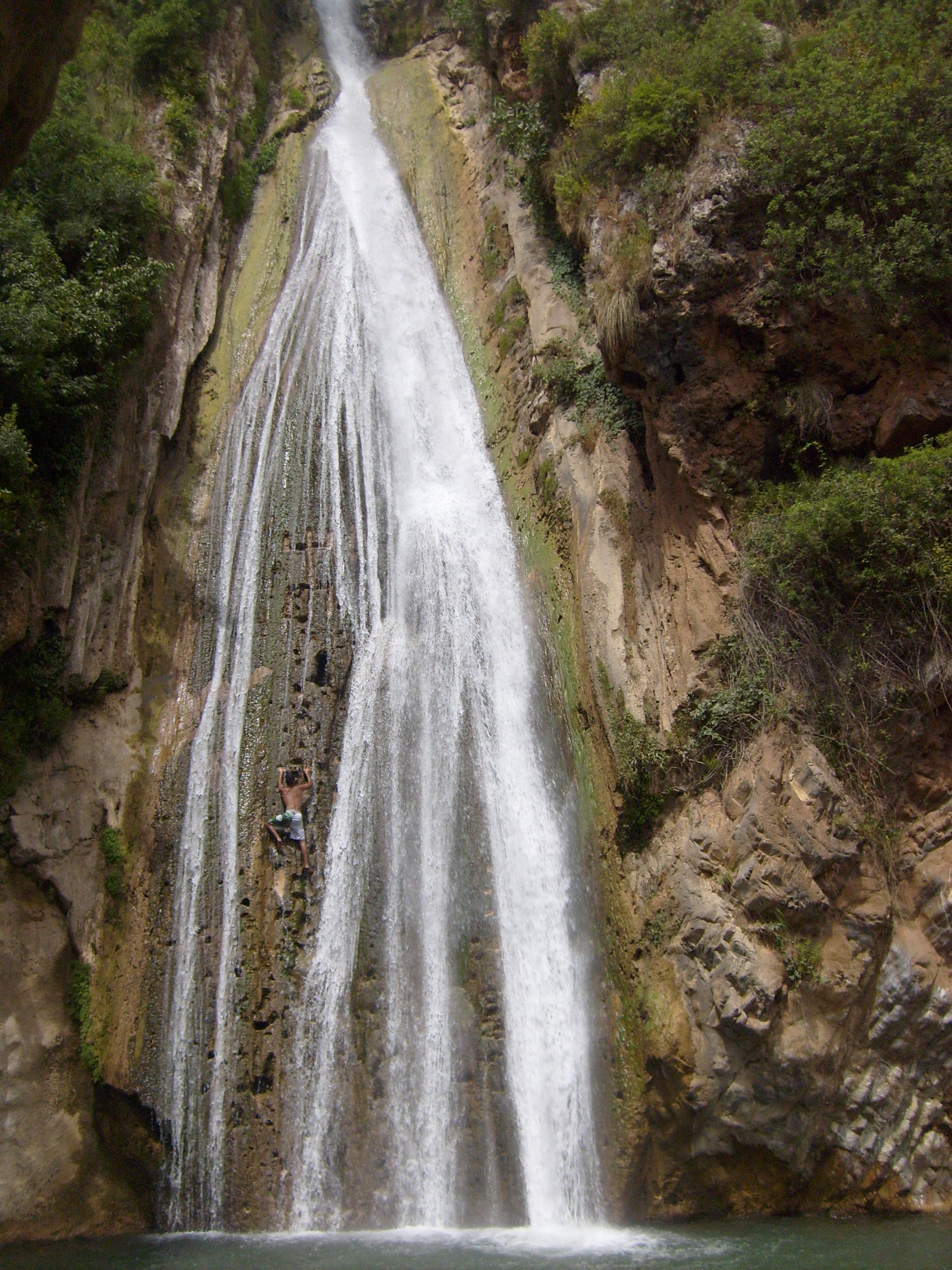
شلال كفريدة في بلدية تاسكريوت
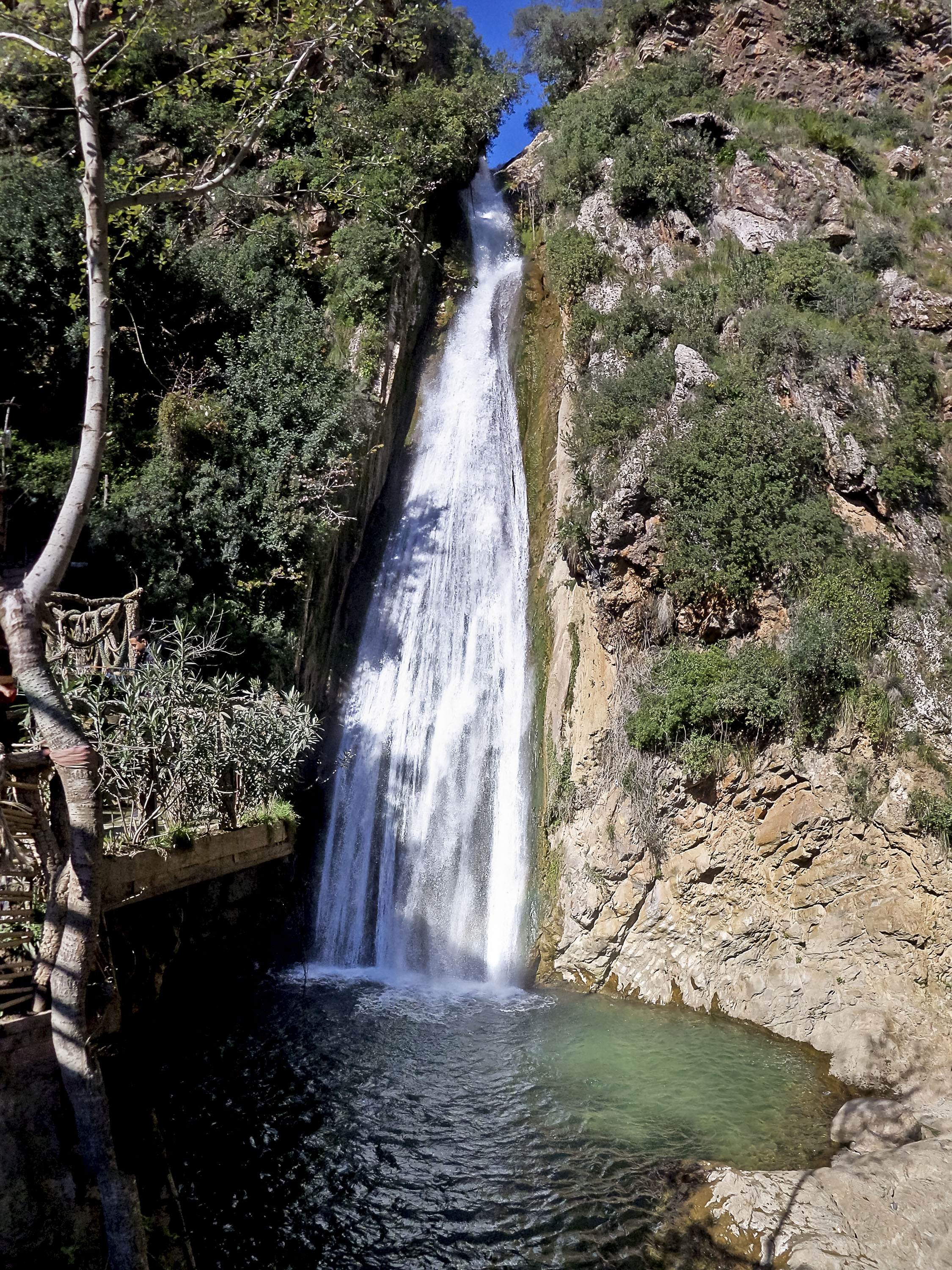
شلال كفريدة في بلدية تاسكريوت
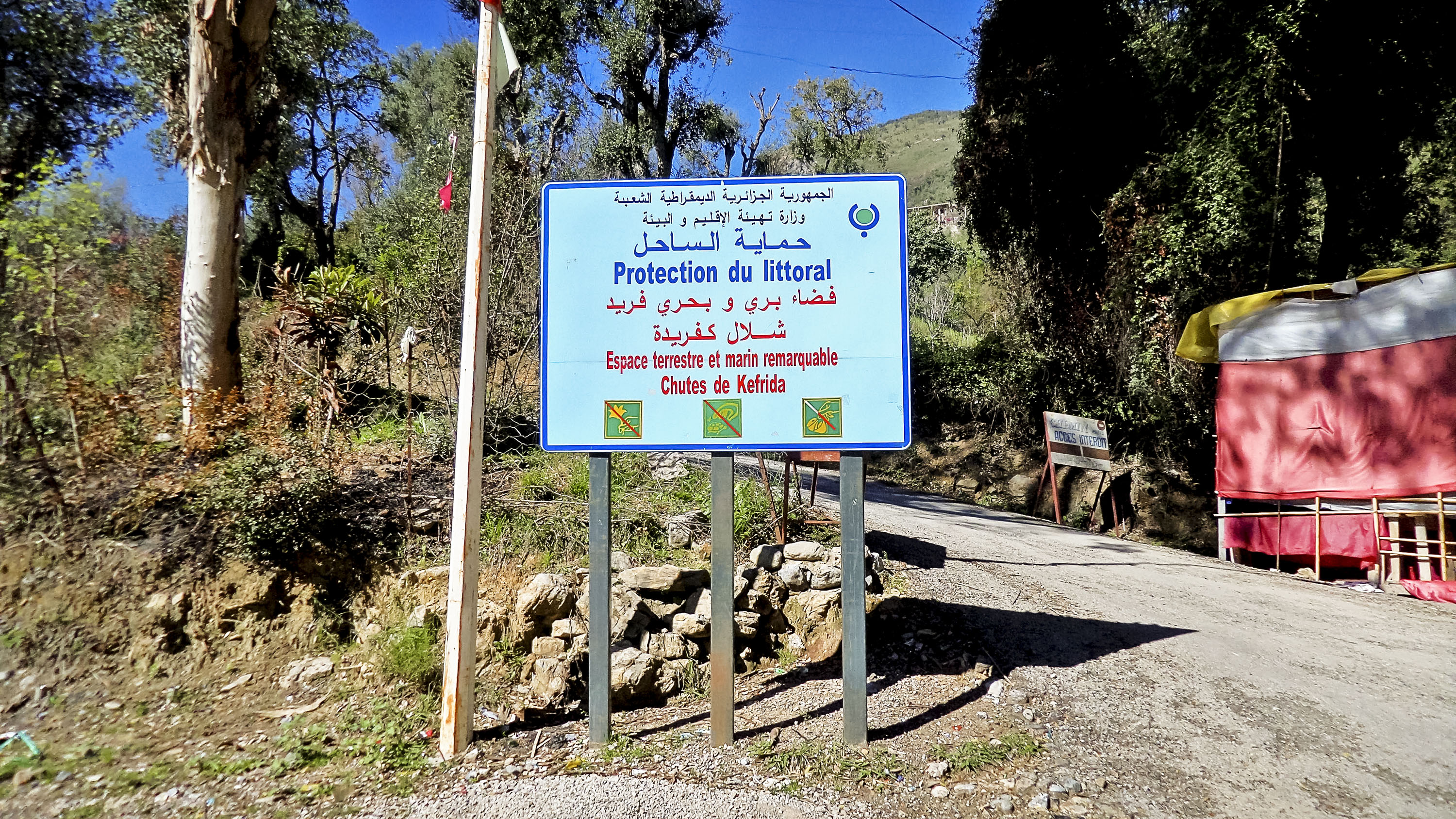
شلال كفريدة في بلدية تاسكريوت
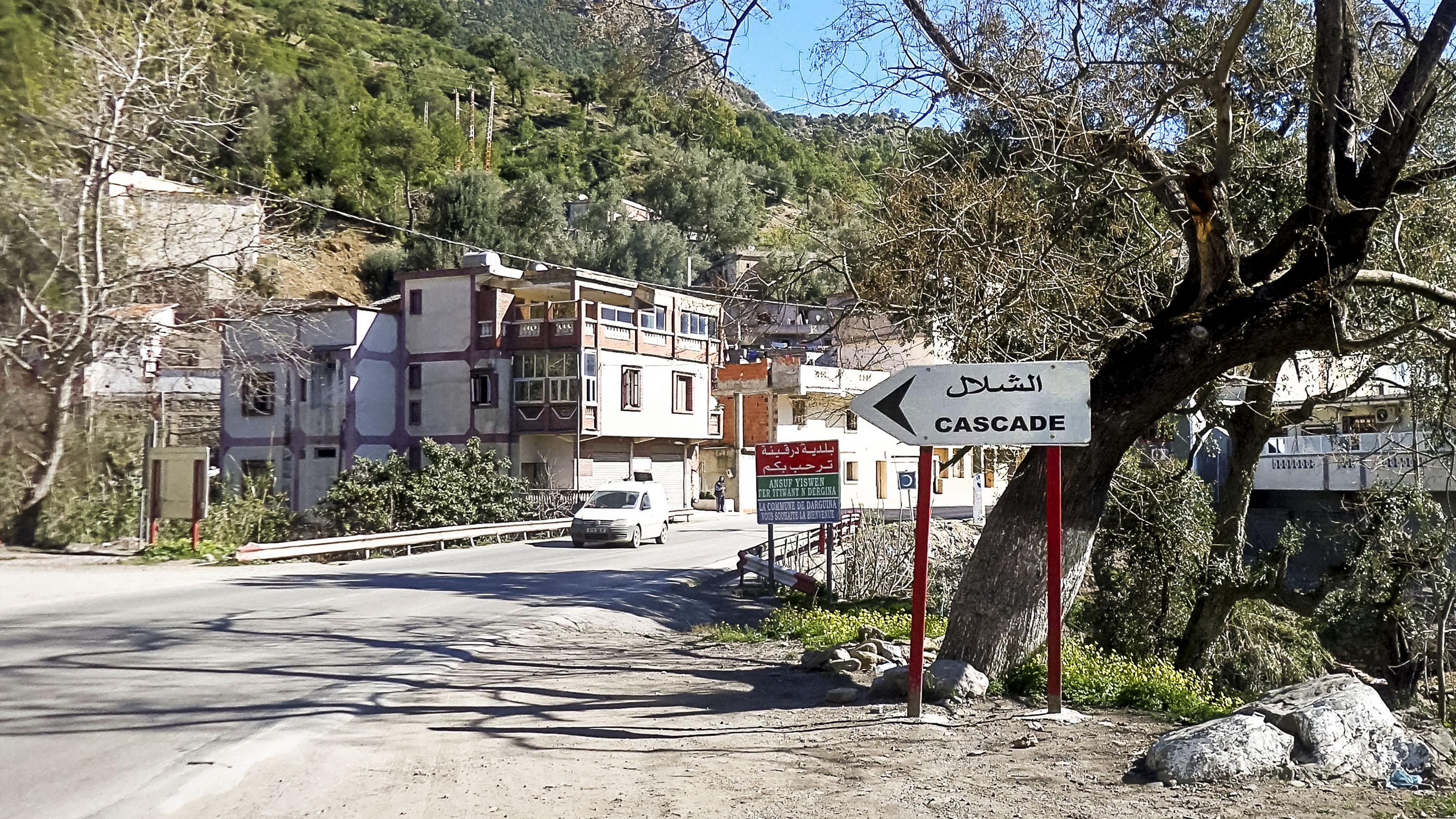
شلال كفريدة في بلدية تاسكريوت
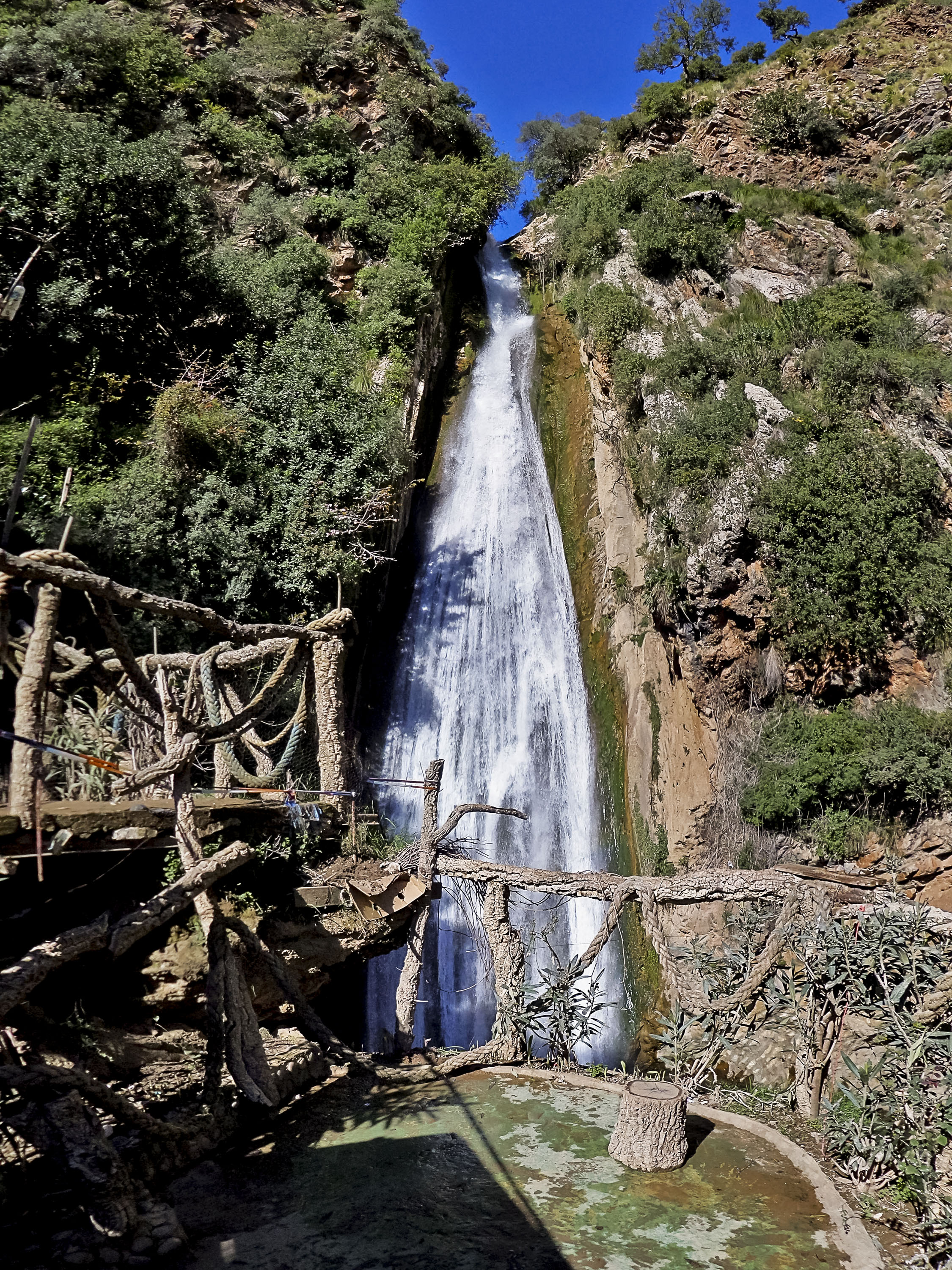
شلال كفريدة في بلدية تاسكريوت
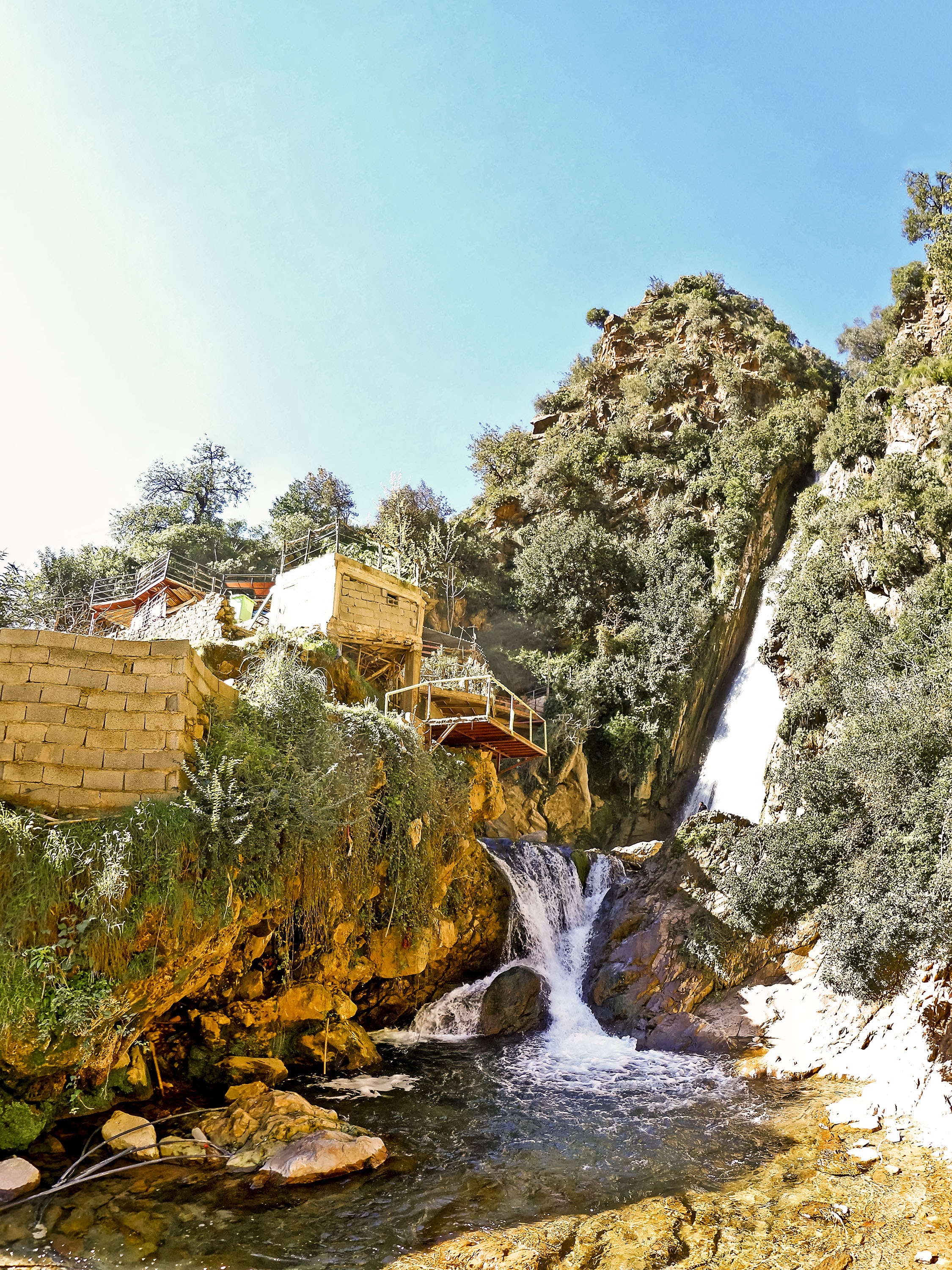
شلال كفريدة في بلدية تاسكريوت
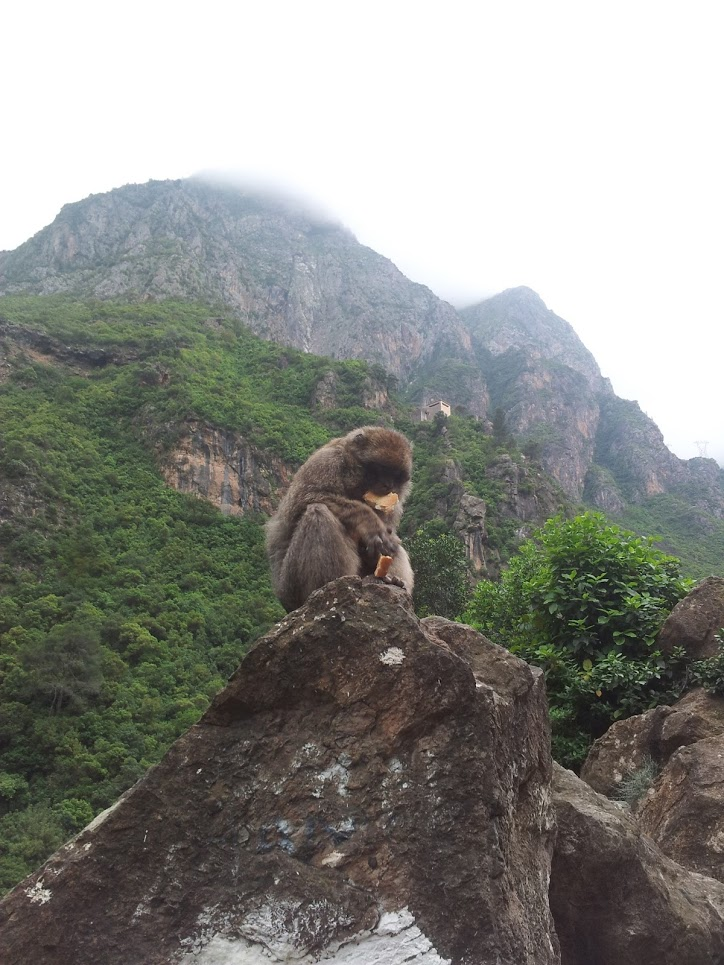
مكاك بربري في بلدية تاسكريوت
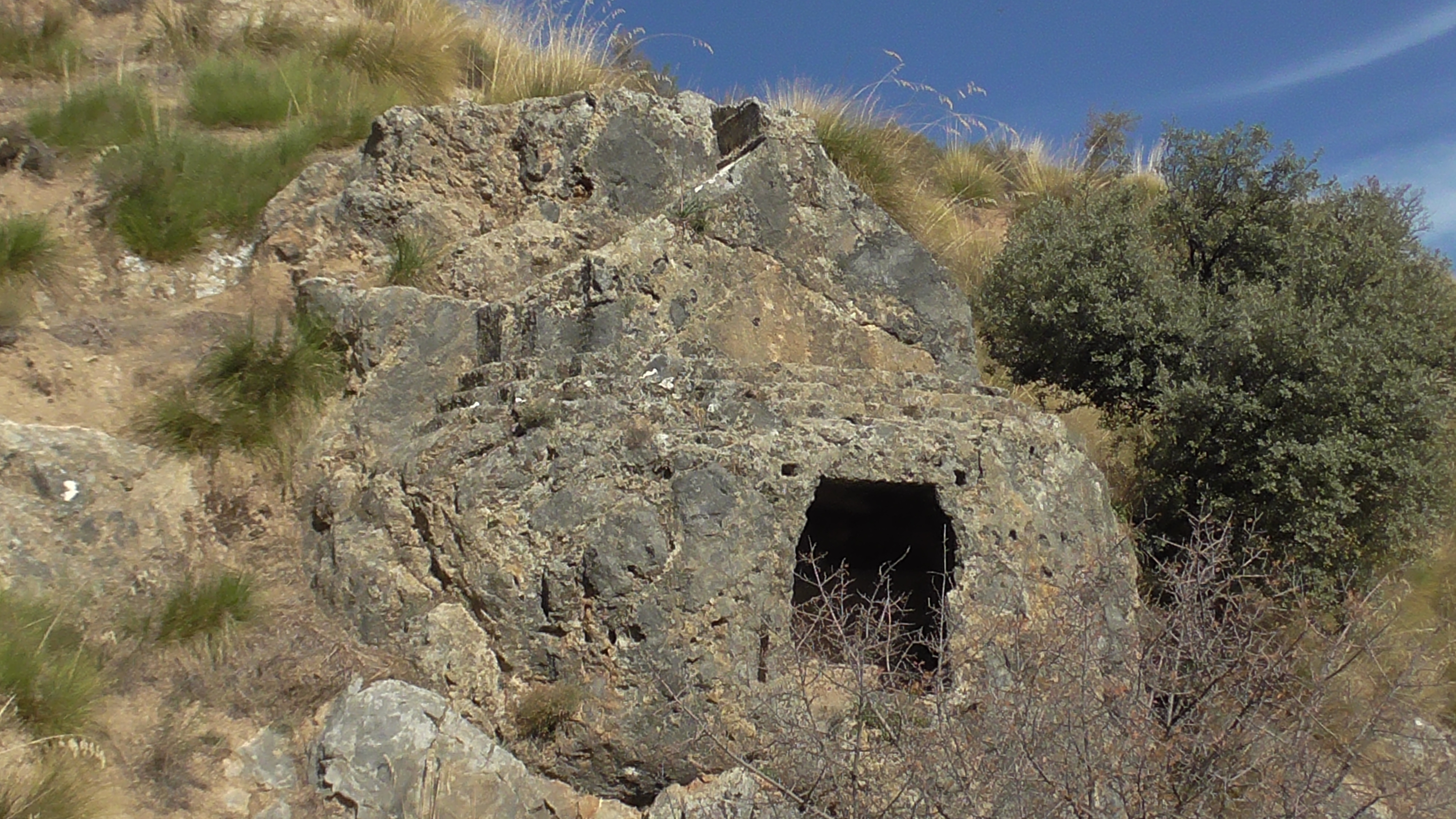
كهف أقريون
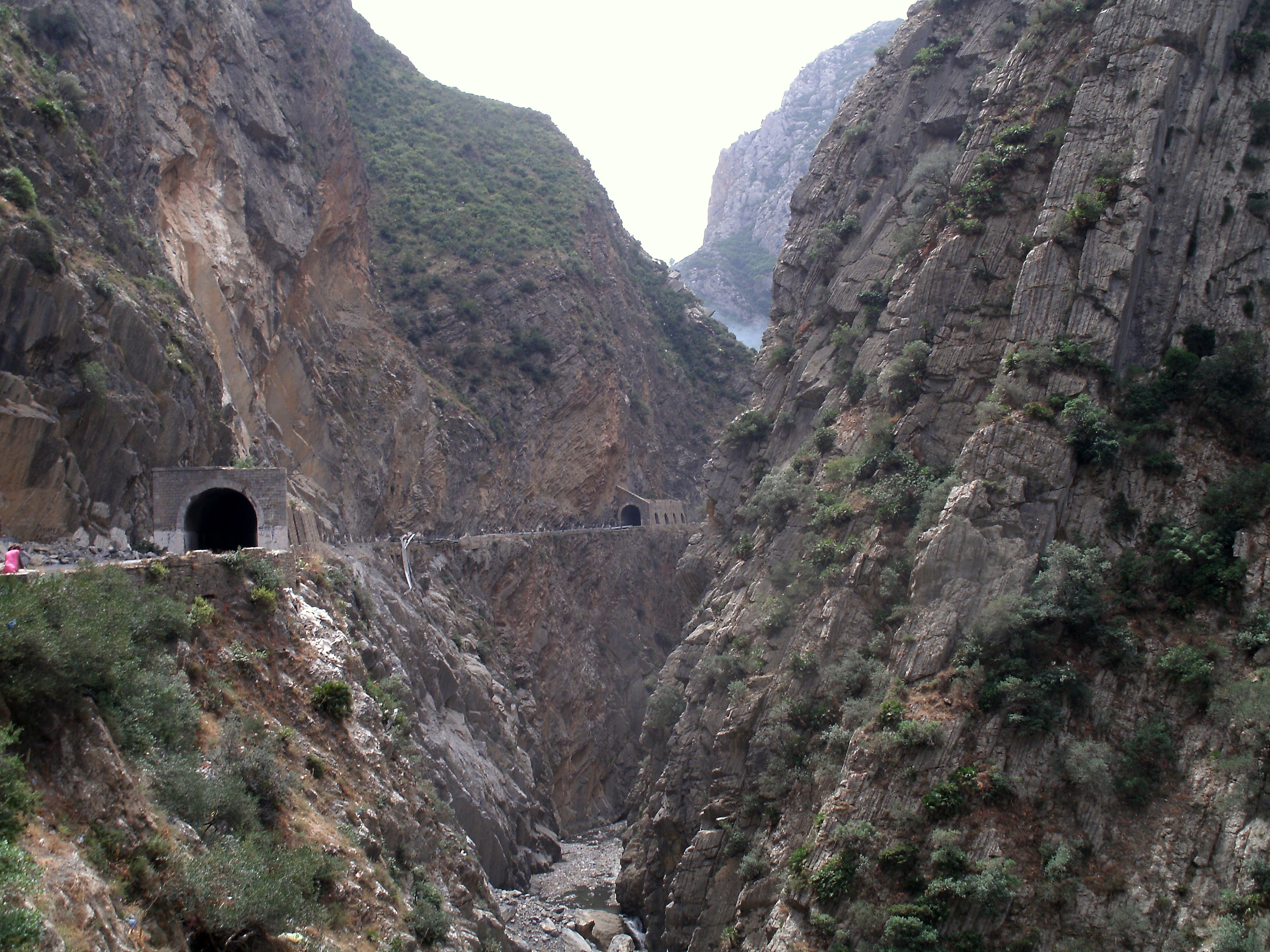
أخدود خراطة [الفرنسية]
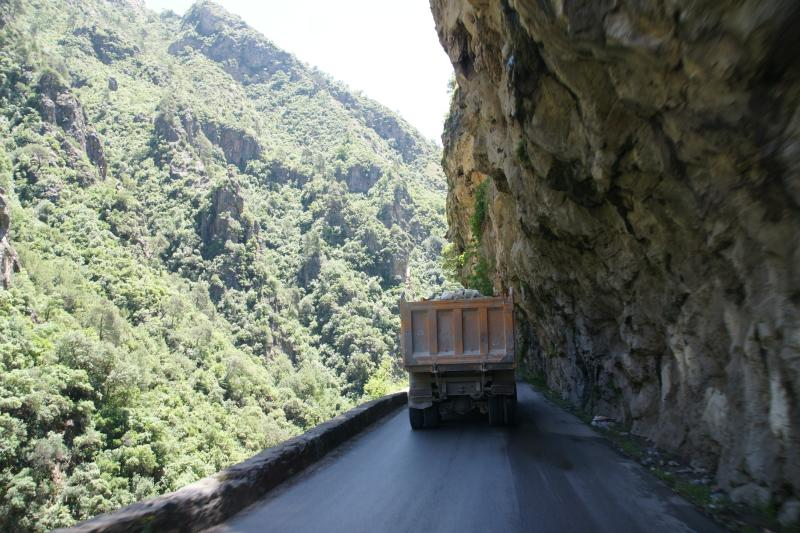
أخدود خراطة [الفرنسية]
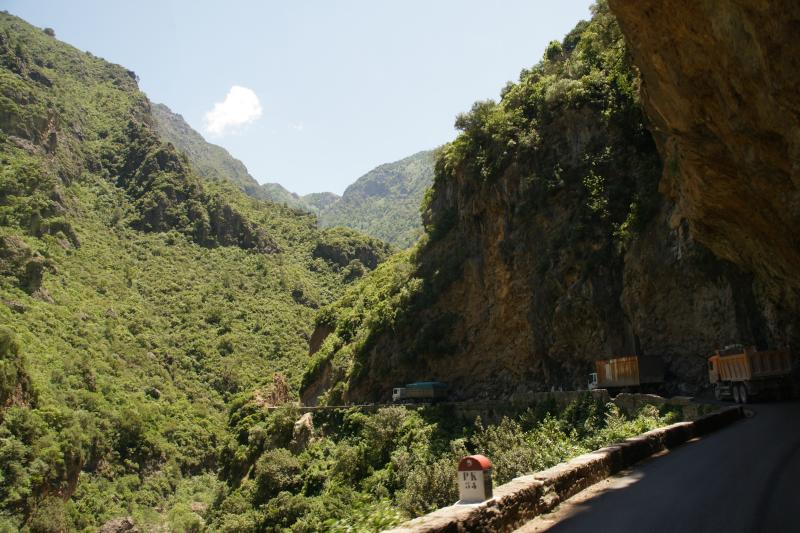
أخدود خراطة [الفرنسية]
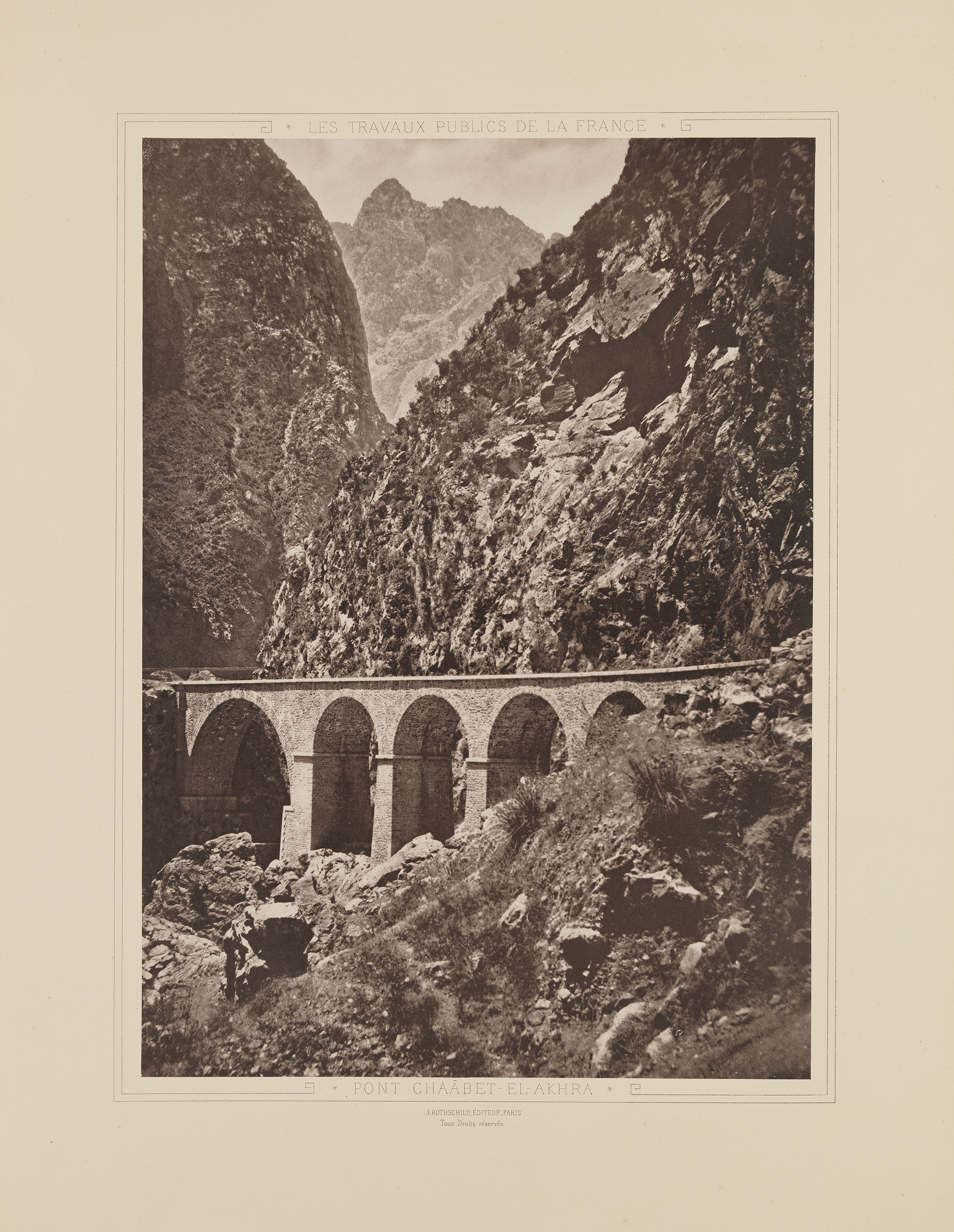
أخدود خراطة [الفرنسية]

### مواضيع ذات صلة
- وزارة الموارد المائية الجزائرية
- قائمة سدود الجزائر
- قائمة وديان الجزائر
- المجاري المائية في الجزائر
- مشكل المياه في الجزائر
- ولاية بجاية
- دائرة خراطة
- بلدية خراطة
- بلدية تاسكريوت
- قرية شعبة الآخرة
- مضيق خراطة [الفرنسية]
- مضائق شعبة الآخرة
- وادي أقريون

### فيديوهات
- أشغال بناء سد شعبة الآخرة في خراطة خلال سنة 1946م على يوتيوب
- جولة في مضائق شعبة الآخرة في خراطة خلال سنة 1920م على يوتيوب
- صور أشغال بناء سد شعبة الآخرة في خراطة خلال سنة 1944م على يوتيوب
- صور سد شعبة الآخرة في خراطة خلال سنة 2011م على يوتيوب
- سد شعبة الآخرة في خراطة خلال سنة 2012م على يوتيوب
- سد شعبة الآخرة في خراطة خلال سنة 2015م على يوتيوب
- سد شعبة الآخرة في خراطة خلال سنة 2012م على يوتيوب
- سد شعبة الآخرة في خراطة خلال سنة 2010م على يوتيوب
- مضيق خراطة قرب سد شعبة الآخرة على يوتيوب
- مضيق خراطة قرب سد شعبة الآخرة على يوتيوب
- صور من خراطة قرب سد شعبة الآخرة على يوتيوب
- قردة مضيق خراطة قرب سد شعبة الآخرة على يوتيوب

### وصلات خارجية
- الموقع الرسمي لوزارة الموارد المائية الجزائرية نسخة محفوظة 31 ديسمبر 2017 على موقع واي باك مشين.